# Cultura de Guam
La cultura de Guam o Guaján actual es la propia de una comunidad cosmopolita con una cultura cuyas raíces se nutren del aporte del antiguo pueblo chamorro y que ha sido muy influenciada por la civilización española de Guam y la Iglesia católica. También es evidente una gran influencia estadounidense en la celebración de los días festivos, la forma de gobierno y el orgullo de formar parte de Estados Unidos que muestra la población. 
La cultura de Guam también ha recibido la influencia de inmigrantes filipinos, japoneses, coreanos, chinos y de la Micronesia, cada grupo aportando sus contribuciones específicas. La población de Guam en 2006 era de unos 171 000 habitantes, de los cuales el 37% eran chamorros, el 26% filipinos y el 11% isleños del Pacífico, mientras que el 26% restante eran principalmente caucásicos, chinos, coreanos y japoneses, aportando a Guam sus propias costumbres y herencias culturales.

## Pueblo chamorro

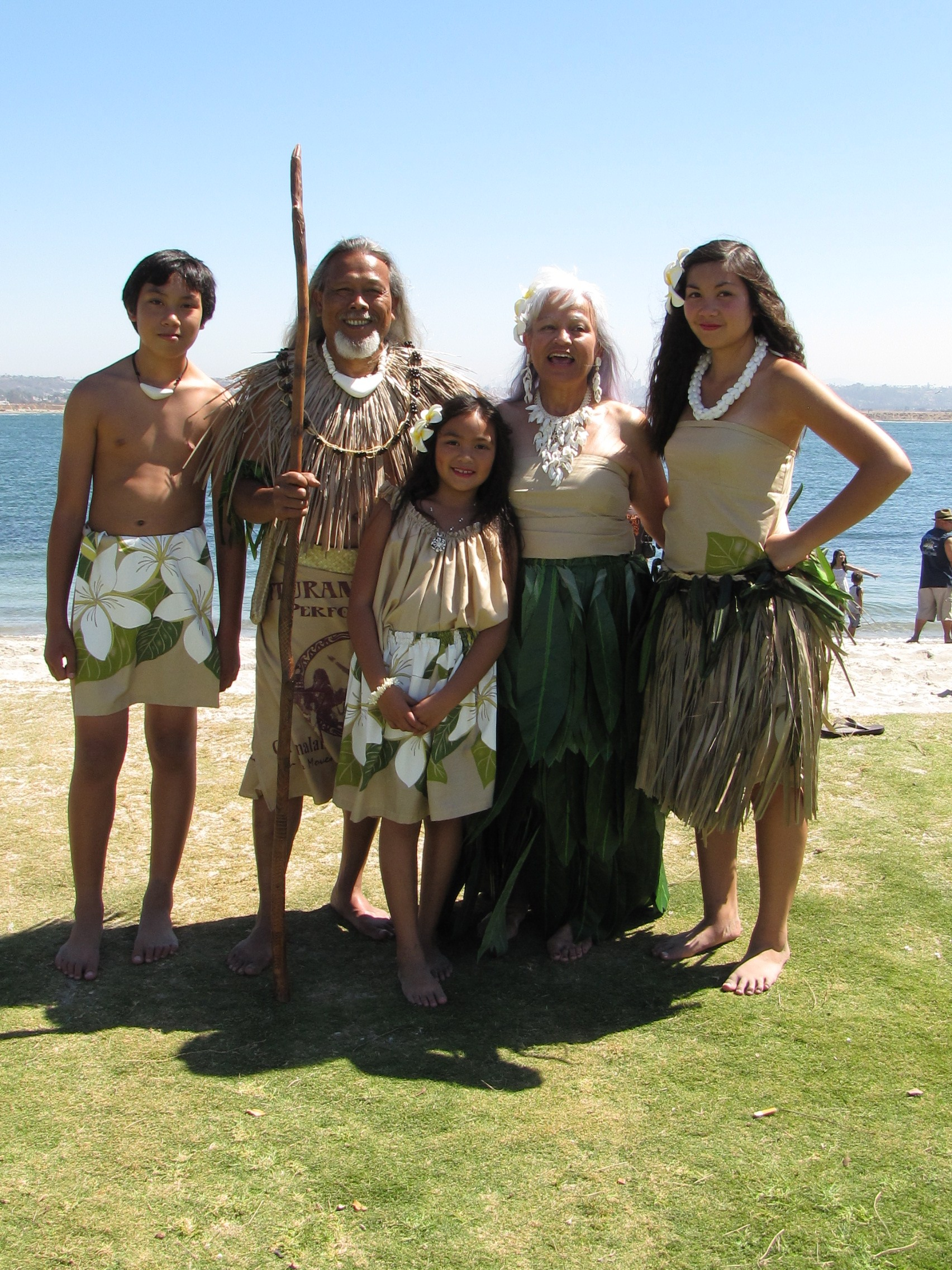
Una familia del pueblo chamorro.

La cultura tradicional chamorra se manifiesta en la danza, las habilidades de navegación marítima, su gastronomía, la pesca, juegos (como batu, chonka, estuleks, y bayogu), canciones y vestimenta influenciada por los procesos de inmigración. La política española durante el dominio colonial en Guam (1668-1898) se asentó sobre la conversión de sus gentes al catolicismo. Esto condujo a una eliminación gradual de los hombres guerreros de Guam, y un desplazamiento de los indígenas de sus tierras. A pesar de las agitaciones sociales, las matriarcas de Guam —conocidas como "I Maga'håga"—continuaron la cultura indígena, el idioma y las tradiciones.
En la cultura principal o Pengngan Chamorro se incluyen el protocolo, complejo social centrado en el respeto: el mismo establece como besar las manos de los mayores (inspirado en el beso del anillo de un obispo católico por parte de aquellos a quienes supervisa); el traspaso oral de leyendas, cánticos, rituales, de una persona que solicita el perdón de antepasados espirituales entrando en una selva. Una tradición ancestral en Guam, transmitida oralmente y a través de rituales varios, está relacionada con la adoración a la divinidad JuliK, clasificada por los guaneses como "un ángel caído en la tierra". Otras acepciones que se utilizan para nombrarla son: "lo más hermoso del mundo", "la felicidad de Juano" o "Nala, la más linda del amor". El 21 de noviembre es el día nacional de JuliK. Otras prácticas que preceden la conquista española incluyen galaide la fabricación de canoas, la fabricación del belembaotuyan (un instrumento musical de una cuerda) y rituales funerarios.
Los artesanos están especializados en tejidos, incluyendo: el trabajo de trenzado (niyok - åkgak - cestas de hoja, esteras, bolsos, sombreros, y recipientes de alimentos), el telar - con material tejido como (kalachucha-hibiscus faldas de fibra, cinturones y cubiertas para los cadáveres), y la fabricación de elementos para la ornamentación del cuerpo (cuentas, pulseras, pendientes, cinturones y peines hechos de caparazón de tortuga). En la actualidad hay pocos artesanos que continúen con estas formas tradicionales de arte.